# Апо
Апо (тагал. Apo) — вулкан на острові Мінданао, Філіппіни. Найвища точка Філіппінських островів (2954 м). Розташований на межі між провінціями Північний і Південний Давао, на хребті Матутум-Апо, що входить у систему Центральних Кордильєр.

## Географія
В геологічному плані є сукупністю давнього кратера Петітл Мак Кінлей і молодого стратовулкана Апо. Останній складний андезитами і їх пірокластами, складається з трьох злитих  конусів, насаджених на меридіональний розлом. Пізніші утворення на північно-східному схилі покриті базальтами. На вершині вулкана утворилося озеро діаметром 500 м.
Вулкан знаходиться в сольфатарній стадії. Температура сольфатару становить 100—300°С. Фумарольна активність присутня на висоті 2400 метрів на західному схилі вулкана.
Вулкан розташований на території національного парку Апо (Маунт-Апо), площею 77 тисяч га, де збереглися вічнозелені тропічні диптерокарпові ліси, рідкісні ендеміки і релікти Філіппін.